# Friederike Otto

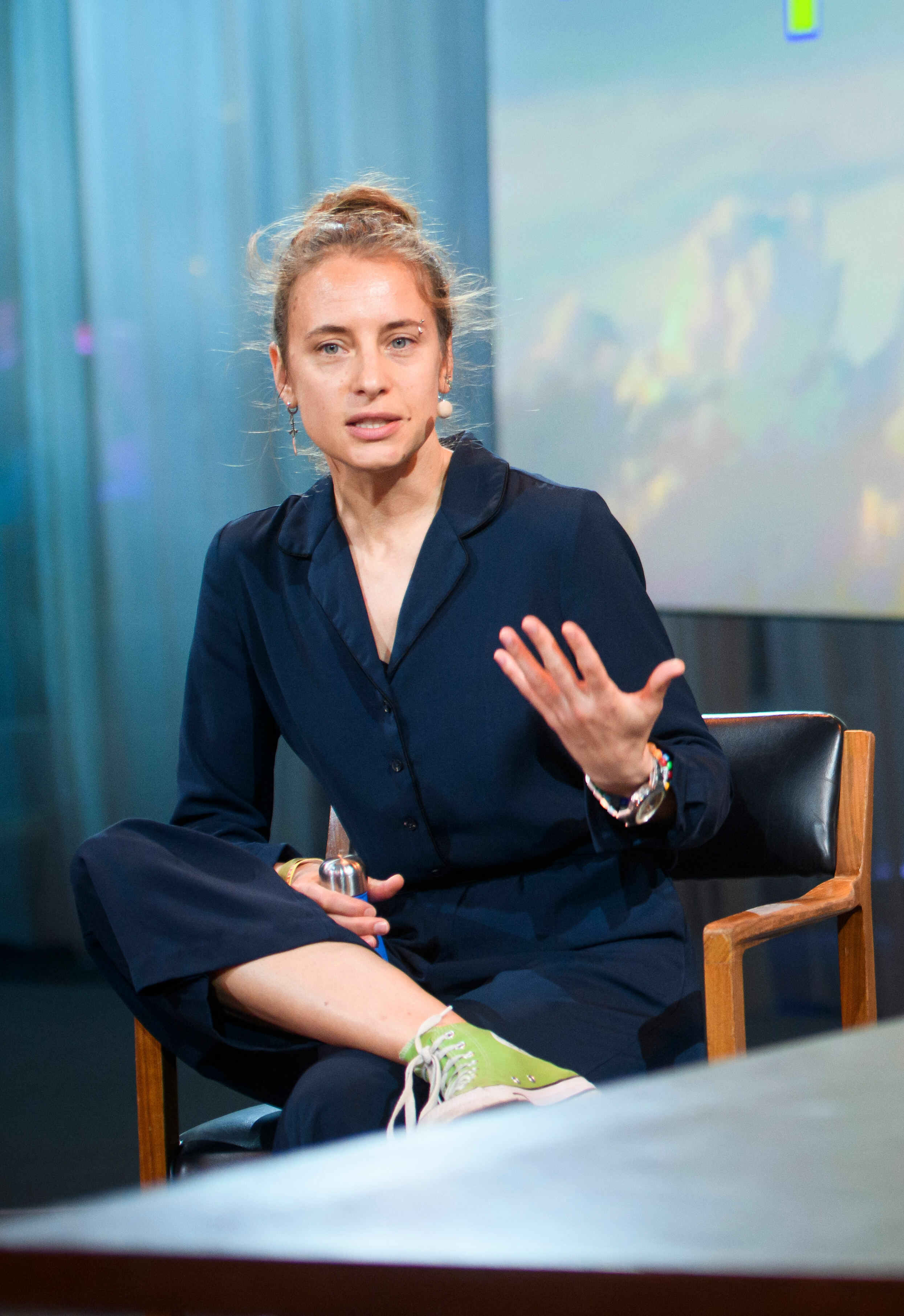
Friederike Otto (2022)

Friederike Elly Luise „Fredi“ Otto (* 29. August 1982 in Kiel) ist eine deutsche Physikerin und Klimatologin. Seit 2021 ist sie am Imperial College London tätig. Sie trug maßgeblich zur Entwicklung der Zuordnungsforschung bei und ist eine Leitautorin des Sechsten Sachstandsberichtes des Intergovernmental Panel on Climate Change (IPCC) sowie des 2022 erschienenen Syntheseberichtes des IPCC.

## Leben und Wirken
Friederike Otto, geboren 1982, ist die Tochter einer Lehrerin für Englisch und Russisch und eines Biologen und Verwaltungsmitarbeiters der Universität Kiel. Nach ihrem Abitur nahm Otto ein Physikstudium an der Universität Potsdam auf, das sie mit einem Diplom der Physik und einem Promotionsstudium der Philosophie (Wissenschaftstheorie) an der Freien Universität Berlin abschloss.
Im Jahr 2011 ging sie an die University of Oxford. Dort war sie von 2018 bis Oktober 2021 geschäftsführende Leiterin des Environmental Change Institute („Institut für Umweltveränderungen“). 2021 wechselte sie an das Grantham Institute for Climate Change and the Environment des Imperial College London. Darüber hinaus ist sie Mitglied des internationalen, unabhängigen und nicht-kommerziellen Forschungsnetzwerks Climate Strategies.
Otto ist eine Mitbegründerin der Forschungsinitiative World Weather Attribution (WWA) und eine führende Vertreterin der Zuordnungsforschung, mit deren Hilfe die Zuordnung von Extremwetterereignissen zum Klimawandel möglich ist.
Hierfür analysieren die Forscher extreme Wetterereignisse wie Kältewellen, Dürren, extreme Starkregenfälle, Hitzewellen und Stürme und benennen ihre jeweiligen Ursachen. Im Ergebnis wurde klar, dass der Klimawandel zwar stets eine bedeutende Rolle gespielt hat, aber nicht immer der Hauptgrund für daraus resultierende Katastrophen war. So wären die Auswirkungen des Hochwassers 2021 in Deutschland deutlich weniger gravierend gewesen, wenn weniger Bodenfläche versiegelt gewesen wäre und die Hochwasserwarnungen die Bevölkerung rechtzeitig erreicht hätten.
Ihre Arbeit, u. a. als führende Wissenschaftlerin im internationalen Projekt World Weather Attribution, befasst sich schwerpunktmäßig mit Extremwetterereignissen (Dürren, Hitzewellen, Niederschlägen) und der Verbesserung und Entwicklung von Methoden zur Beantwortung der Frage nach dem Einfluss externer Klimatreiber auf die Wahrscheinlichkeit von Extremwetter. Sie untersucht außerdem die sich daraus ergebenden politischen Implikationen. Ihre Berechnungen zum Beitrag des Klimawandels zur Dürre und Hitze in Europa 2018 wurden von der Presse weltweit aufgegriffen.
Otto ist eine der Leitautorinnen des Kapitels über Wetter und extreme klimatische Ereignisse im Sechsten Sachstandsbericht des IPCC.
Ihr h-Index liegt bei 55 (Stand Oktober 2023).

## Klimakommunikation
Ihr Sachbuch Wütendes Wetter – Auf der Suche nach den Schuldigen für Hitzewellen, Hochwasser und Stürme kam im Sommer 2019 mehrfach auf die vorderen Plätze der gemeinsamen „Sachbuchbestenliste“ von ZDF, Deutschlandfunk Kultur und Die Zeit. Es schildert die zeitgenössischen Extremwetterphänomene aus dem Blickwinkel der neuartigen Zuordnungsforschung, ihrem Arbeitsgebiet innerhalb der Klimawissenschaft. Zudem beschreibt Otto, wie differentialanalytisch Daten ausgewertet, Zusammenhänge hergestellt und Wahrscheinlichkeiten berechnet werden können. Der Deutschlandfunk-Rezensent lobte die allgemeinverständliche Sprache und Strukturierung. Im Buch warnt Otto davor, dass das Zwei-Grad-Ziel ohne weiterreichende Klimamaßnahmen nicht erreichbar sei. So fragt sie: „Drei Grad? Ist das nicht ein arg unrealistisches Szenario, schließlich hat sich die Weltgemeinschaft doch im Pariser Abkommen darauf verständigt, die Erderwärmung auf 2 Grad zu begrenzen, möglichst sogar auf 1,5 Grad. Nein, aus heutiger Sicht ist es keinesfalls unrealistisch – es ist genau die Marke, auf die wir gerade zusteuern.“
2019 kritisierte sie die Beschlüsse des Klimakabinetts: „Es ist extrem enttäuschend zu sehen, dass die Bundesregierung weiterhin Politik aus Angst vor der Veränderung macht. Es wird also ganz schnell ein neues Klimapaket geben müssen und damit ist nichts erreicht, der nötige Schritt weiter verzögert.“

## Auszeichnungen (Auswahl)
Im Jahr 2021 wurde sie vom Time-Magazin aufgrund ihrer Verdienste um die Attributionsforschung zusammen mit ihrem Klimaforscherkollegen Geert Jan van Oldenborgh in die Liste der 100 einflussreichsten Personen des Jahres 2021 aufgenommen.
Ebenfalls 2021 wurde sie von der Fachzeitschrift Nature auf ihrer Nature’s-10-Liste als eine von zehn Personen herausgehoben, welche die Welt der Wissenschaft im Jahr 2021 besonders geprägt haben. Auch hier wurde ihre Pionierarbeit auf dem Feld der Attributionsforschung angeführt. Zuvor hatte der IPCC in seinem sechsten Sachstandsbericht festgehalten, dass es nun eine „feststehende Tatsache“ sei, dass bestimmte Wetterereignisse wie z. B. Hitzewellen durch menschengemachte Treibhausgaskonzentrationen häufiger auftreten und intensiver werden.
Im Jahr 2023 zeichnete die Deutsche Bundesstiftung Umwelt Otto aufgrund ihrer Forschungsarbeiten um die Zuordnungswissenschaft mit dem Deutschen Umweltpreis aus.

## Veröffentlichungen (Auswahl)

### Sachbücher
- Klimaungerechtigkeit. Was die Klimakatastrophe mit Kapitalismus, Rassismus und Sexismus zu tun hat. Ullstein, Berlin 2023, ISBN 978-3-550-20244-5.
- Wütendes Wetter – Auf der Suche nach den Schuldigen für Hitzewellen, Hochwasser und Stürme. Ullstein, Berlin, 2019, ISBN 978-3-550-05092-3.

### Zeitschriftenaufsätze (Auswahl)
- Friederike Otto, Emmanuel Raju: Harbingers of decades of unnatural disasters. In: Communications Earth & Environment. Band 4, 2023, doi:10.1038/s43247-023-00943-x.
- Friederike Otto et al.: Anthropogenic influence on the drivers of the Western Cape drought 2015–2017. In: Environmental Research Letters. Band 13, Nr. 12, 2018, doi:10.1088/1748-9326/aae9f9.
- Attribution of weather and climate events. In: Annual Review of Environment and Resources 42, 2017, 627–646, doi:10.1146/annurev-environ-102016-060847.
- mit Geert Jan van Oldenborgh, Jonathan Eden, Peter A. Stott, David J. Karoly, Myles R. Allen: The attribution question. In: Nature Climate Change 6, 2016, 813–816, doi:10.1038/nclimate3089.
- mit Emily Boyd, Richard G. Jones, Rosalind J. Cornforth, Rachel James, Hannah R. Parker, Myles R. Allen: Attribution of extreme weather events in Africa: a preliminary exploration of the science and policy implications. In: Climatic Change 132 (4), 2015, 531–543, doi:10.1007/s10584-015-1432-0.
- mit N. Massey, G. J. van Oldenborgh, R. G. Jones, M. R. Allen: Reconciling two approaches to attribution of the 2010 Russian heat wave. Geophysical Research Letters 39 (4), 2012, doi:10.1029/2011GL050422.